# Brian Flies
Brian Flies (29 de agosto de 1969) é um ex-futebolista profissional dinamarquês que atuava como goleiro.

## Carreira
Brian Flies representou a Seleção Dinamarquesa de Futebol nas Olimpíadas de 1992.